# Фуршет
Фуршет (на английски: Fourchette) е женски генитален пиърсинг, който се разполага в задния край на вулвата, на мястото където се срещат малките срамни устни, точно преди перинеума. Ако е налице правилната анатомия, поставянето и пробождането е сравнително лесно, но много от жените не разполагат с допълнителна кожна гънка в тази област и не са подходящи за този вид пиърсинг.
Пиърсингът доста често бива отхвърлен от тялото, като например в случаите когато пробиването се извършва в тъканта на вагината.

## Здраве
Възстановяването от подобен вид пиърсинг е сравнително бързо и обикновено варира от четири до шест седмици. Проблем на пиърсинга остава хигиената, поради близостта му с ануса. Носителят му трябва да се увери, че площта около него е добре почистена след дефекация.